# Cypripedium fargesii
Cypripedium fargesii é uma espécie de orquídea terrestre, família Orchidaceae, que habita a China.